# 제시카 스틴
제시카 스틴(Jessica Steen, 1965년 12월 19일 ~ )은 캐나다의 배우이다.

## 출연 작품

### 영화
- 아마게돈 (1998)

### 텔레비전
- 메이어 오브 킹스타운 (2024)